# Bébé apache
Bébé Apache és una pel·lícula muda francès dirigida per Louis Feuillade i estrenada el 1910.
Aquesta pel·lícula forma part de la sèrie Bébé.

## Sinopsi
Bébé i la seva germana petita decideixen venjar el seu pare, atacat per la banda parisenca d'apaches. El nadó s'infiltra a la colla, es guanya la confiança dels membres de la colla i els prepara un parany.

## Repartiment
- René Dary : Bébé (com Clément Mary)
- Renée Carl : Madame Labèbe, la mama
- Paul Manson : Monsieur Labèbe, el pare
- Jeanne Saint-Bonnet : La minyona
- Eugène Breon
- Alphonsine Mary : Fonfon